# Neith-Fest (Esna)
Das „Neith-Fest“, das im Tempel von Esna als „Schöpfungsfest“ am 13. Epiphi, dritter Monat der Schemu-Jahreszeit, feierlich begangen wurde, ist in dieser speziellen Esna-Form an keinem anderen Ort Altägyptens belegt. 
Das Neith-Fest galt als weibliches Pendant des Chnum-Festes „Festsetzen der Töpferscheibe“, das in Esna zeitgleich mit dem Dendera-Fest „Erheben des Himmels für Ptah“ gefeiert wurde. Gründe hierfür sind in der speziellen Bedeutung des Chnum und der Neith in Esna zu sehen, die dort als Schöpfergottheiten verehrt wurden.
Das Fest symbolisierte die Schöpfung Altägyptens, wobei der Themenkomplex acht Urgötter, dreißig weitere Götter, die Geburten des Re, Apophis sowie Thot und die Schöpfungsworte der Neith-Methyer beinhaltete. Die Feier begann am Abend des Vortages mit dem Auszug nach Sais, wo Fackeln, Kerzen und andere Gegenständen entzündet wurden:

„Entzünden von Fackeln im Inneren des Tempels. Einen schönen Tag feiern seitens der Männer und Frauen, jubeln seitens der ganzen Stadt, so dass es keinen Schlaf für irgendjemand gibt bis zum Morgengrauen.“

Herodot berichtet, dass der Brauch des Fackelentzündens mit der sich anschließenden Feier auch außerhalb von Sais angewendet wurde. Es ist daher wahrscheinlich, dass jene Festpraxis allerorts den feierlichen Rahmen bildete.